# Östlig fläckskunk
Östlig fläckskunk (Spilogale putorius) är en liten, relativt slank skunk som lever i östra USA. Släktnamnet är sammansatt av de grekiska orten spilos (fläckig) och gale (vessla). Artepitet putorius i det vetenskapliga namnet är latin och betyder "stinkande lukt".

## Utseende
Denna lilla skunk påminner med en kroppslängd (huvud och bål) av 11,5 till 34,5 cm, en svanslängd av 7 till 22 cm, och med sin kroppsbyggnad mer om en vessla än vad den vanligare  strimmiga skunken (Mephitis mephitis) gör. Dess strimmor är avbrutna,  vilket ger ett fläckigt intryck.
Artens vikt är 200 till 1 000 g och honor är något mindre än hanar. Förutom strimmorna har skunken två vita fläckar i ansiktet och en vit fläck framför varje öra. Alla fyra fötterna har fem tår som är försedda med klor.  Framtassarna har tydligt längre och böjda klor. Arten har även de stinkkörtlar vid anus som är typiska för alla skunkar.

## Utbredning och habitat
Östlig fläckskunk når i norr de sydligaste delarna av Manitoba och Ontario i Kanada. I väst sträcker sig utbredningsområdets gräns över Wyoming, östra Colorado och centrala Texas till nordöstra Mexiko. I norra delen av utbredningsområdet går den östra gränsen ungefär vid Mississippifloden. Söder om Ohiofloden förekommer arten längre österut från Pennsylvania i norr till Florida.
Denna art verkar föredra skogsbryn och höglänta präriestäpper, i synnerhet där det finns klippor och buskage. Den hittas även inne i skogarna.
Fläckskunkar i Centralamerika som tidigare räknades till östlig fläckskunk listas i nyare avhandlingar till arten Spilogale angustifrons.

## Ekologi
Denna skunk är främst nattaktiv och den vilar vanligen i en underjordisk lya som grävdes av ett annat djur, till exempel av kindpåsråttor, av jordekorrar, av andra mårddjur, av bältdjur eller av prärieuggla. Ibland gräver skunken själv eller den vilar i bergssprickor, i trädens håligheter, under byggnader eller i liknande gömställen. Arten är allätare och födans sammansättning varierar beroende på årstid. Vanliga byten är gnagare, bomullssvanskaniner, mindre fåglar och deras ägg samt insekter. Under sommaren äts främst insekter (upp till 92 procent). Dessutom ingår spannmål och frukter i födan. Skunken hämtar gärna honung trots de många sting som den får. Östlig fläckskunk är den enda skunk som kan klättra i den högre vegetationen.
Hos östlig fläckskunk förekommer ingen vinterdvala och inte heller torpor. Däremot blir individer från norra delen av utbredningsområdet inaktiva under kalla vinterdagar. Likaså minskar individer i södra USA sin aktivitet under heta sommardagar.
En hotad individ står på framtassarna, riktar huvudet bakåt för att ha översikt och sprutar körtelvätskan mer än 4 meter mot faran. Individer som hölls i fångenskap började efter 4 till 5 dagar vänja sig vid människor men de förblev aggressiva mot hundar och andra husdjur.
Arten har en eller två parningstider, den första i mars/april och den andra i juli/augusti. Under sensommaren parar sig bara de honor från södra delen av utbredningsområdet som inte blev dräktiga under den första säsongen eller som fick en dödfödd unge. Hanar är särskilt upphetsade under parningstiden då de kan spruta körtelvätska mot alla större djur som finns i närheten, trots att dessa inte uppträder hotfullt. Dräktigheten varar 50 till 65 dagar varefter 5 eller 6 ungar föds. Vid födelsen är ungarna blinda och bara täckta med några fina hår. En nyfödd hona hade en vikt av 9,5 g. Efter 30 till 32 dagar öppnar de ögonen och efter ungefär 46 dagar kan de spruta sin stinkande sekret. Cirka 54 dagar efter födelsen slutar honan med digivning. Könsmognaden infaller när ungen är 11 månader gammal.

## Status
Liksom Spilogale gracilis fångas arten med fällor för pälsens skull. Under mitten av 1980-talet bearbetades i USA cirka 5 600 fläckskunkpäls (inte uppdelad efter art). Flera individer överkörs och dödas i trafiken. Pesticider som används i jordbruket kan ha negativ påverkan på arten. Beståndet minskar, men östlig fläckskunk har en ganska stor utbredning och den förekommer i flera skyddade områden. IUCN listar arten som sårbar (LVU).